# Hrastišta
Hrastišta (cyr. Храстишта) – wieś w Bośni i Hercegowinie, w Republice Serbskiej, w mieście Sarajewo Wschodnie, w gminie Sokolac. W 2013 roku liczyła 4 mieszkańców.